# فتح قسطنطنیه
فتح قسطنطنیه (به یونانی بیزانسی: Ἅλωσις τῆς Κωνσταντινουπόλεως، به ترکی استانبولی: İstanbul'un Fethi) به تصرف شهر قسطنطنیه توسط ترکان مسلمان عثمانی به رهبری سلطان محمد دوم در روز ۲۹ مه سال ۱۴۵۳ میلادی که منجر به سقوط امپراتوری بیزانس شد، اشاره می‌کند. سلطان محمد دوم پس از این پیروزی «محمد فاتح» نام گرفت.
محاصره از ۶ آوریل تا ۲۹ مه سال ۱۴۵۳ میلادی (طبق گاه‌شماری یولیانی) به طول انجامید. سقوط قسطنطنیه، پایان امپراتوری بیزانس را بعد از ۱۱۰۰ سال رقم زد. بعد از پیروزی، محمد فاتح قسطنطنیه را پایتخت جدید امپراتوری عثمانی قرار داد. بسیاری از روشنفکران و دانشمندان یونانی و غیر یونانی این شهر را قبل و بعد از محاصره به مقصد ایتالیا و سایر مناطق غربی ترک کردند. این دانشمندان که کتاب‌ها و دانش زیادی با خود داشتند و موجب اشاعه این کتب، علوم و ادبیات در سرزمین‌های مقصد خود شدند. تکمیل صنعت چاپ در سال ۱۴۵۷ میلادی، کمک بزرگی به انتشار این آثار کرد و در نتیجه نهضت ادبی بزرگی در دنیای آن زمان ایجاد شد که به نهضت انسان‌گرایی معروف است. استدلال شده‌است که این واقعه به رشد رنسانس کمک کرد. برخی سقوط استانبول را نقطه عطفی در پایان قرون وسطی و آغاز رنسانس می‌دانند.

## روند جنگ
تنها راه های ورود به شهر از زیر زمین یا از روی آن از طرق شکستن دیوار های تئودوسی شهر بودند. قوای عثمانی از ضلع غربی شهر که خشکی منتهی میشد حملات را شروع کردن و شلیک توپ های شاهی چندین شبانه روز ادامه یافت. شلیک به دیوار های ساحلی جز از طریق خلیج شاخ طلایی ممکن نبود(به دلیل امواج دریا در سایر نواحی). اما کنستانتیتن یازدهم برای جبران این ضعف زنجیری غولپیکر بر دهانه خلیج نصب کره بود که از گالاتا سارای تا منطقه کاخ توپکاپی امروز کشیده شده بود. 3 ارتش در تاریخ توانستند از این مانع رد شوند: اولین گروه ونیزی ها بودند که با قوچ زنجیر را شکستند. دومین گروه وایکینگ ها بودند که چون گالی هایشان سبک بود توانستند از روی خشکی(در منطقه گالاتا سارای) آنها را بکشند و در داخل خلیج به آب بیاندازند. سومین گروه عثمانی ها بودند. در ابتدا سلطان محمد تلاش کرد زنجیر را با قوچ بشکند اما تعمیرات قبلی این امکان را از آنها گرفته بود. سپس او چاره ای دیگر اندیشید. آنها در آن سوی خلیج مستقر شدند و تعدادی از کشتی های ناوگان را به طور آماده و تعدادی گالی (که در همانجا ساخته شدند)را روی ریل هایی که با روغن چرب میشدند کشیدند و با موفقیت در خلیج به آب انداختند. این اقدام روحیه سربازان بیزانس تا حد زیادی کاهش داد. در نهایت بعد از هفته ها بمباران بی وقفه دیوار های تئودسی و کنستانتینی شهر فروریختند. سربازان عثمانی وارد شهر شدند و جنگ پایان یافت.

## جنگ های زیرزمینی
تلاش قوای عثمانی برای ورود به شهر از طریق دهلیز ها بی نتیجه ماند. زیرا سربازان بیزانس هربار که با تونل جدیدی روبه رو میشدند یا آن را به آتش میکشیند و یا آن را منفجر میکردند. آخرین تونل رد زیر یکی از دیوار های شهر کشف شد که با نصب دیواری در میانه آن توسط سربازان بیزانسی مسدود شد.  